# Ibrahima Nour Eddine Diagne
Pour les articles homonymes, voir Diagne.
Ibrahima Nour Eddine Diagne, né à Dakar au Sénégal, est un entrepreneur sénégalais, actif dans le domaine de la technologie et de l’économie numérique. Il est l'administrateur de Gaïndé 2000 et président de l'alliance africaine pour le commerce électronique (AACE).

## Biographie et études
Ibrahima Nour Eddine Diagne a commencé son parcours académique au Collège Saint-Michel de Dakar, où il a obtenu son baccalauréat en économie. Par la suite, il a poursuivi ses études à Paris, et a obtenu un DUT en marketing. En 1995, il a obtenu son baccalauréat à HEC Montréal, puis a suivi un MBA à l’UQAM au Canada entre 2002 et 2004. Il a complété sa formation académique par un master à HEC Paris entre 2004 et 2007.

## Carrière professionnelle
Ibrahima Nour Eddine Diagne a commencé sa carrière en tant que président de l’african performance institute (API),. En qualité d’administrateur général de Gainde 2000, une entreprise certifiée ISO 27 001 pour la sécurité de l’information, il contribue aux services administratifs au Sénégal. Gainde 2000 est impliqué dans le développement de solutions pour le guichet unique, les data centers et les opérations de paiement. Diagne soutient que l’implémentation de guichets uniques transactionnels est un levier pour la dématérialisation des services publics, facilitant ainsi les démarches administratives,. 
Dans le cadre de ses engagements professionnels et académiques, il siège au conseil pédagogique de l’Université virtuelle du Sénégal et est vice-président du conseil d’administration de l’Université Assane Seck de Ziguinchor,.
Sur le plan international, Ibrahima Nour Eddine Diagne a occupé le poste de Rapporteur pour l'Afrique au Centre des Nations Unies pour les Transactions électroniques (UN/CEFACT) de 2006 et 2018,
En 2009, il a également fondé l'Alliance africaine pour le commerce électronique (AACE).

## Opinions et vision
Ibrahima Nour Eddine Diagne a exprimé des préoccupations concernant les restrictions d’accès à Internet imposées par les autorités sénégalaises. Selon lui, ces mesures pourraient avoir des répercussions défavorables sur l’économie nationale et la cohésion sociale. Diagne soutient que le secteur numérique joue un rôle crucial et devrait être intégré de manière transversale dans divers domaines, notamment la santé, les services financiers et le commerce électronique,.
Dans une perspective de développement économique, il a suggéré la mise en place d’une plateforme nationale dédiée à l’emploi, à l’entrepreneuriat et aux stages, ainsi que la création d’une académie nationale pour la formation continue visant à accroître l’employabilité des jeunes diplômés.
Lors de sa participation au forum Security Days à Dakar, il a mis en lumière l’importance d’établir une collaboration régionale et internationale pour améliorer la cybersécurité, en particulier pour protéger les jeunes utilisateurs dans l’espace numérique,.

### Commerce Électronique et Intelligence Artificielle
Ibrahima Nour Eddine Diagne souligne l’importance de retenir la valeur générée par le commerce électronique en Afrique. Face à l’absence de politiques fiscales adaptées dans la plupart des pays africains, il observe que les transactions en ligne échappent souvent à l’imposition. Il illustre ce propos en prenant l’exemple d’une réservation d’hôtel effectuée sur un site étranger pour un service situé en Côte d’Ivoire, entraînant une fuite de valeur hors du pays. 
«Lorsque j’achète une prestation réalisée sur le sol ivoirien, comme la réservation d’une chambre d’hôtel, mais que cette réservation est effectuée sur un site étranger, il y a forcément une perte de valeur pour la Côte d’Ivoire. Il faut donc plus de sites d'e-commerce africains, plus fonctionnels et surtout mieux marquétés, qui donneront confiance aux utilisateurs sur le continent».
Pour contrer ce phénomène, Diagne préconise la création davantage de plateformes d’e-commerce africaines, qui soient fonctionnelles et bien marquetées, afin d’inspirer confiance aux consommateurs africains. Il met également en exergue l’importance de développer une culture de service, une éducation au numérique. Enfin, il insiste sur l’urgence d’exploiter les opportunités du numérique pour favoriser le développement économique de l’Afrique,.

## Note
En 2012, il a été récipiendaire du prix des Nations Unies pour le service public,,